# Estados Unidos en los Juegos Olímpicos de Atenas 1896
Estados Unidos estuvo representado en los Juegos Olímpicos de Atenas 1896 por un total de 14 deportistas masculinos que compitieron en 3 deportes.

## Medallistas
El equipo olímpico estadounidense obtuvo las siguientes medallas:
| Nombre          | Deporte   | Competición            |
| --------------- | --------- | ---------------------- |
| Oro             |           |                        |
| Thomas Burke    | Atletismo | 100 m M                |
| Thomas Burke    | Atletismo | 400 m M                |
| Thomas Curtis   | Atletismo | 110 m vallas M         |
| Ellery Clark    | Atletismo | Salto de altura M      |
| Ellery Clark    | Atletismo | Salto de longitud M    |
| James Connolly  | Atletismo | Triple salto M         |
| William Hoyt    | Atletismo | Salto con pértiga M    |
| Robert Garrett  | Atletismo | Disco M                |
| Robert Garrett  | Atletismo | Peso M                 |
| John Paine      | Tiro      | Pistola militar 25 m M |
| Sumner Paine    | Tiro      | Pistola 50 m M         |
| Plata           |           |                        |
| Herbert Jamison | Atletismo | 400 m M                |
| Arthur Blake    | Atletismo | 1500 m M               |
| James Connolly  | Atletismo | Salto de altura M      |
| Robert Garrett  | Atletismo | Salto de altura M      |
| Robert Garrett  | Atletismo | Salto de longitud M    |
| Albert Tyler    | Atletismo | Salto con pértiga M    |
| Sumner Paine    | Tiro      | Pistola militar 25 m M |
| Bronce          |           |                        |
| Francis Lane    | Atletismo | 100 m M                |
| James Connolly  | Atletismo | Salto de longitud M    |